# Arbeitsrechtliche Praxis
Arbeitsrechtliche Praxis (AP) ist eine gedruckte Entscheidungssammlung des Arbeitsrechts. Die Sammlung enthält sämtliche zur Veröffentlichung bestimmten Entscheidungen des Bundesarbeitsgerichts (BAG) im Wortlaut und die arbeitsrechtlich bedeutsamen Entscheidungen anderer Gerichte mit erläuternden Anmerkungen, seit Heft 9/2001 auch mit den nichtamtlichen Orientierungssätzen. Dazu zählen nicht nur Entscheidungen der Arbeits- und Landesarbeitsgerichte, sondern auch des Europäischen Gerichtshofs (EuGH), des Bundesgerichtshofs (BGH), des Bundesverwaltungsgerichts (BVerwG) und des Bundessozialgerichts (BSG). 
Das Inhaltsverzeichnis folgt den einschlägigen Rechtsnormen, zu denen die betreffenden Entscheidungen ergangen sind. Die Zitierweise lautet beispielsweise „BAG 11.3.1976 AP Nr. 9 zu § 626 BGB Ausschlussfrist“ (Gericht, Entscheidungsdatum, Fundstelle in der AP mit Stichwort).